# Offener Posten
Offener Posten (englisch open item) ist in der Buchhaltung eine Buchung, für welche noch die ausgleichende Gegenbuchung fehlt.

## Allgemeines
Die doppelte Buchführung erfordert stets Gegenbuchungen, so dass es formal keine offenen Posten geben kann. So wird beispielsweise der Geschäftsvorfall „wir verkaufen Ware gegen Rechnung“ durch den Buchungssatz „per Forderungen an Lagerbestand“ als Mehrung in der Bilanzposition „Forderungen aus Lieferungen und Leistungen“ und als Minderung in der Bilanzposition „Lagerbestand“ verbucht. Die Bilanzposition „Forderungen aus Lieferungen und Leistungen“ wird jedoch im Debitorenmanagement solange als offener Posten geführt, bis die Debitoren ihre nicht bezahlten Rechnungen beglichen haben. Die Bezahlung der Rechnung etwa durch Banküberweisung erfolgt durch den Buchungssatz „per Bankguthaben an Forderungen aus Lieferungen und Leistungen“, wodurch der offene Posten ausgeglichen wird.
Systematisch betrieben werden offene Posten in der sogenannten offene-Posten-Buchhaltung, bei der Journal und Konten durch die Sammlung von Belegen ersetzt werden.
Die offenen Posten eines Kontos können durch unterschiedliche Vorgänge (Gutschrift, Stornierung, Umbuchung, Zahlung) ausgeglichen werden, wenn die Voraussetzungen hierfür vorliegen.
Eine Liste aller offenen Posten wird oft abgekürzt als OPOS-Liste, OP-Liste oder OPL bezeichnet.

## Kontokorrent
In der Kontokorrentbuchhaltung unterscheidet man zwischen
- Forderungen gegenüber einem Debitor (Kunden) und
- Verbindlichkeiten gegenüber einem Kreditor (Lieferanten).

Offene Posten auf Debitorenkonten werden regelmäßig mit den Zahlungseingängen abgeglichen, um überfällige Forderungen mahnen zu können. Offene Posten, die Verbindlichkeiten darstellen, werden mit Hilfe von Offene-Posten-Listen geprüft, um Zahlungstermine zu überwachen und Verzugszinsen wegen verspäteter Zahlung zu vermeiden oder Skonto erhalten zu können.
In Kleinunternehmen kann das Kontokorrent auch mit Hilfe der offene-Posten-Buchhaltung geführt werden. Hier liegen unterjährig die unbezahlten Rechnungen nur in Belegform vor und werden nicht in der Buchhaltung erfasst. Nur zum Jahresabschluss muss im Zuge der Bilanzerstellung der Stand der Forderungen und Verbindlichkeiten zum Bilanzstichtag eingebucht werden. Diese offene-Posten-Buchhaltung ist steuerlich anerkannt und in kleineren Industrie- und Handelsunternehmen weit verbreitet.
Der Abgleich offener Posten wird auch als „Ausziffern“ bezeichnet, weil zu jeder Position und den dazugehörigen Gegenposten eine aufsteigend fortlaufende Nummer (Ziffer) vergeben wird. Die Ziffer wird in allen zusammengehörigen Buchungszeilen in einem gesonderten Feld gespeichert und kennzeichnet diese als ausgeglichen beziehungsweise ausgeziffert. Grundsätzlich können offene Posten nur dann ausgeziffert werden, wenn die Summen der Beträge im Soll und im Haben übereinstimmen, die Gesamtsumme aller Buchungen also „Null“ ergibt.
Die Bearbeitung offener Posten wird heute durch Software übernommen.

## Finanzwirtschaft
In der Finanzwirtschaft spricht man von offener Position, wenn bei aktivischen (passivischen) Risikopositionen keine ebenso hohe und kongruente passivische (aktivische) Position gegenübersteht. Ihr Ausgleich erfolgt durch Closing, Glattstellung, Hedging oder Settlement. Eine offene Position liegt auch dann vor, wenn künftigen Auszahlungen (Einzahlungen) nicht zeitgleich Einzahlungen (Auszahlungen) gegenüberstehen (Liquiditätsrisiko).